# Neerja Bhanot
Neerja Bhanot AC (Punjabi: ਨੀਰਜਾ ਭਨੋਟ; Hindi: नीरजा भनोट; Chandigar, 7 de setembro de 1963 — Carachi, 5 de setembro de 1986) foi uma comissária de voo da companhia aérea Pan American World Airways. Ela perdeu a vida tentando salvar passageiros no Voo Pan Am 73, que foi sequestrado por terroristas durante uma escala em Carachi, Paquistão, no dia 5 de setembro de 1986. Postumamente, ela se tornou a mais jovem receptora do prêmio mais alto de paz da Índia por bravura, o Prêmio Ashok Chakra. Sua vida e heroísmo inspiraram uma biografia lançada em 2016, Neerja, dirigido por Ram Madhvani. Ela foi baleada enquanto ajudava os passageiros a escapar pelas saídas de emergência.

## Vida e educação
Bhanot nasceu em Chandigar, na Índia, mas cresceu em Mumbai, em uma família Punjabi. Ela era filha de Harish Bhanot, jornalista de Mumbai, e de Rama Bhanot. Ela tinha dois irmãos: Akhil e Aneesh Bhanot. Recebeu educação adiantada na escola secundária sênior do coração sagrado em Chandigar. Quando a família se mudou para Bombaim (mais tarde rebatizada para Mumbai), ela continuou seus estudos na Bombay Scottish School; e depois se formou no St. Xavier's College, em Mumbai. Foi em Mumbai onde ela foi vista pela primeira vez para um teste de modelagem que começou sua carreira de modelo. Ela era uma grande fã do ator Rajesh Khanna e costumava se referir a citações de seus filmes ao longo de sua vida.

## Carreira
Bhanot candidatou-se para um trabalho de comissário de bordo na Pan Am, quando em 1985 decidiu ter uma tripulação de cabine toda indiana para suas rotas de Frankfurt para a Índia. Após a seleção, ela foi para Miami para o treinamento como comissária de bordo, mas retornou como uma comissária de voo. Ela também teve uma carreira de modelo bem sucedida simultaneamente durante seu trabalho na Pan Am.

## Sequestro
Bhanot era Chefe de Cabine do voo Pan Am 73 que voava de Mumbai aos Estados Unidos, quando o avião foi sequestrado por quatro homens armados em 5 de setembro de 1986 no aeroporto de Carachi, no Paquistão. A aeronave estava transportando 361 passageiros e 19 membros da tripulação. Os terroristas queriam voar para o Chipre, com o objetivo de libertar prisioneiros palestinos. Bhanot foi capaz de alertar a tripulação do cockpit assim que os sequestradores embarcaram no avião; enquanto o avião estava no asfalto, os membros da tripulação da cabine (o comandante, o copiloto e o engenheiro de voo) deixaram a aeronave através de uma escotilha da cabine. Como membra mais antiga da tripulação da cabine, Bhanot assumiu a situação dentro do avião.
Os sequestradores faziam parte da Organização Abu Nidal, uma organização terrorista apoiada pela Líbia; eles estavam alvejando americanos e ativos americanos. Nos primeiros minutos do sequestro, eles identificaram um cidadão americano, o arrastaram para a saída, o mataram e jogaram seu corpo no asfalto. Os terroristas então instruíram Bhanot a recolher os passaportes de todos os passageiros para que pudessem identificar os outros americanos a bordo. Ela e os outros atendentes sob seu encargo esconderam os passaportes de 41 americanos a bordo; alguns debaixo do assento e o resto por uma rampa de lixo para que os sequestradores não pudessem diferenciar passageiros americanos e não americanos.
Após 17 horas, os sequestradores abriram fogo e dispararam explosivos. Bhanot abriu uma das portas do avião e começou a ajudar os outros passageiros a escapar. De acordo com um passageiro sobrevivente, ela estava guiando os passageiros para a saída de emergência, enquanto os terroristas estavam atirando constantemente. Eles viram Neerja tentando incansavelmente ajudar os passageiros a saírem e foi quando eles a pegaram pelo seu rabo de cavalo e atiraram contra ela. Ela foi baleada enquanto protegia três crianças americanas de uma chuva de tiros dos terroristas. De um total de 41 passageiros americanos, dois foram mortos durante o sequestro. Uma criança sobrevivente que estava a bordo, então com sete anos de idade, hoje é capitão de uma grande companhia aérea e afirmou que Bhanot foi sua inspiração e que ele deve todos os dias de sua vida a ela. Ela foi reconhecida internacionalmente como "a heroína do sequestro" e se tornou a mais jovem destinatária do Prêmio Ashok Chakra, o prêmio de galanteria mais prestigiado da Índia por bravura durante o tempo de paz.
Além de salvar a vida de muitos reféns, Bhanot também ajudou a impedir que o avião saísse do solo. Postumamente recebeu concessões múltiplas pela sua coragem do governo dos Estados Unidos, e Tamgha-e-Insaniyat do Paquistão, um prêmio dado para mostrar a grande bondade humana.

## Identidade dos sequestradores
Os sequestradores eram membros da Organização Abu Nidal. Todos os sequestradores foram presos pelas autoridades paquistanesas e enviados para a prisão. Em 2001, um deles, Zayd Hassan Abd Al-Latif Masud Al Safarini, foi libertado sob um acordo do Paquistão e capturado pelo FBI em Banguecoque, na Tailândia, um dia depois. Um relatório da Associated Press de 2009 afirmou que quatro homens foram libertados depois de completarem a pena de prisão e deportados para os territórios palestinos contra o desejo do governo dos Estados Unidos, mas há ambiguidade sobre seus paradeiros. O FBI então anunciou uma recompensa de cinco milhões de dólares pela captura deles. Em janeiro de 2010, oficiais da inteligência paquistaneses anunciaram que um ataque com drone na região tribal do Waziristão do Norte matou um dos sequestradores libertados, Jamal Saeed Abdul Rahim. Sua morte nunca foi confirmada e ele permanece nas listas dos mais procurados pelo FBI e do Programa de Recompensas para Justiça.

## Legado
"Sua lealdade aos passageiros do avião em perigo será para sempre um tributo duradouro às melhores qualidades do espírito humano".

—Ashok Chakra citation
Por sua bravura, o Governo da Índia concedeu postumamente a Bhanot o Prêmio Ashoka Chakra, o mais alto da Índia, pela bravura contra um ataque durante o tempo de paz. Ela é a receptora mais jovem e a primeira mulher a receber este prêmio. Em 2004, o Serviço Postal Indiano lançou um selo comemorativo dela.
Após sua morte, sua família montou o Neerja Bhanot Pan Am Trust com o dinheiro do seguro e uma contribuição igual da Pan Am. O Trust apresenta dois prêmios todos os anos, um para um membro da tripulação de voo, em todo o mundo, que age além do chamado de dever e outro, o Prêmio Neerja Bhanot, a uma indiana que diante da injustiça social, enfrentou corajosamente a situação e ajudou outras mulheres em sofrimento social semelhante. O prêmio inclui uma soma de INR 1,50,000 (aproximadamente $ 2,000 USD) um troféu e uma citação.
O irmão de Bhanot, Aneesh, foi a Washington, DC., em 2005 para receber o "Prêmio Justiça para Crimes" concedido postumamente a ela como parte da Semana Anual de Direitos Criminais em uma cerimônia realizada no escritório do Procurador dos Estados Unidos no Distrito de Columbia. Em 2006, ele e algumas tripulantes de voo Pan Am 73, juntamente com o diretor de voo da Pan Am foram para o Paquistão e receberam o prêmio de Coragem Especial pelo Departamento de Justiça dos Estados Unidos.
A Casa Bhanot da escola Austrey foi nomeada em sua honra.
O Ministério da Aviação Civil da Índia concedeu uma honra a Bhanot em 18 de fevereiro de 2010, em Nova Deli, por ocasião do lançamento das comemorações do centenário da aviação indiana.
Em 2 de julho de 2016, o Prêmio Bharat Gaurav foi conferido a ela em uma cerimônia realizada na Câmara dos Comuns, Parlamento do Reino Unido, em Londres, Inglaterra.

## Vida pessoal e família
Bhanot teve um casamento arranjado em março de 1985 e juntou-se ao seu marido em Doha, no Catar. Entretanto, o casamento deteriorou-se logo após a pressão alegada do dote e retornou à casa dos seus pais em Mumbai dentro de dois meses.
Bhanot teve dois irmãos, Akhil e Aneesh. Seu pai, Harish Bhanot, trabalhou como um jornalista com The Hindustan Times por mais de 30 anos e morreu no ano novo de 2008, em Chandigar, aos 86 anos. Sua mãe morreu no dia 5 de dezembro de 2015, sobrevivendo assim sem sua filha por quase três décadas e seu marido por quase oito anos.

## Cultura popular
- The Neerja I Knew – um livro de mesa conceituado por seu irmão Aneesh Bhanot e publicado como uma homenagem a Bhanot, composto de vários capítulos escritos por pessoas que a conheciam.[30][31]
- Neerja – um filme biográfico na língua indiana hindi de drama e suspense de 2016, escrito por Saiwyn Quadras e dirigido por Ram Madhvani, estrelando Sonam Kapoor no papel principal da comissária de bordo Neerja Bhanot.[32]

## Prêmios
- Ashoka Chakra - 1987, Índia
- Tamgha-e-Insaaniyat (por mostrar incrível bondade humana) - Paquistão[33]
- Flight Safety Foundation - Prêmio Heroísmo de 1987, Estados Unidos[34]
- Prêmio Justiça para Crimes 2005 - Distrito da Columbia, Estados Unidos[25]
- Prêmio Especial Courage 2006 - Departamento de Justiça dos Estados Unidos[15]
- Ministério da Aviação Civil - Prêmio 2011, Índia[35][36]
- Prêmio Bharat Gaurav apresentado na Câmara dos Comuns - Parlamento do Reino Unido, 2 de julho de 2016[28]